# Aerophon

Querflöte

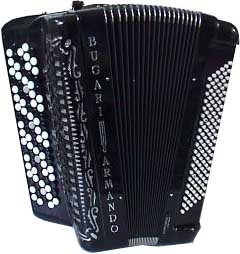
Akkordeon

Aerophone (von griechisch ἀήρ, „Luft“ und φωνή „Klang“; wörtlich „Luftklinger“) werden in der Hornbostel-Sachs-Systematik von 1914 alle Musikinstrumente genannt, bei denen der Klang durch direkte Schwingungsanregung der Luft erzeugt wird. Sie werden eingeteilt in:
- freie Aerophone, bei denen die schwingende Luft nicht durch das Instrument begrenzt wird, und
- (eigentliche) Blasinstrumente, bei denen die schwingende Luft durch das Instrument begrenzt wird.

Die Unterscheidung nach der Tonerzeugung folgt im Schema von Hornbostel und Sachs auf der nächsten Ebene.

## Freie Aerophone

### Ablenkungs-Aerophone
Dabei wird die vorbeiströmende Luft geteilt und so modifiziert, dass es zur Schallerzeugung kommt. Bei freien Ablenkungs-Aerophonen wird die durch Brechung der Luft hervorgerufene Schwingung nicht von einem Instrumentenkorpus begrenzt. Hierzu gehört die echte Peitsche.

### Unterbrechungs-Aerophone
Bei Unterbrechungs-Aerophonen wird die vorbeiströmende Luft regelmäßig unterbrochen, wodurch es zur Schallerzeugung kommt.
Die meisten Unterbrechungs-Aerophone sind selbstklingend, das heißt, der Luftstrom bewegt selbst das Element, das den Luftstrom regelmäßig unterbricht. Hierzu gehören Zungen-Aerophone: Bei Instrumenten mit Zungen wird die vorbeiströmende Luft durch die Schwingungen der Zunge regelmäßig unterbrochen. Es gibt Zungen-Aerophone mit durchschlagender Zunge, die Durchschlagzungeninstrumente, z. B. Akkordeon, Mundharmonika und Mundorgel. Dagegen gehören Mirlitone, bei denen die strömende Luft eine Membran in Schwingung versetzt, zu den Membranophonen.
Bei nicht selbstklingenden Unterbrechungs-Aerophonen wird das unterbrechende Element nicht vom Luftstrom selbst bewegt. Hierzu gehören das Schwirrholz, der Schnurrer und die Sirene.

### Explosiv-Aerophone
Die Luft wird dabei einmalig verdichtet. Ein Beispiel ist das Kinderspielzeug Knallbüchse. Auch bei einer Peitsche entsteht der Knall durch Verdichtung der Luft am Riemenende. Die nach der Hornbostel-Sachs-Systematik den Aufschlagrohren (also Idiophonen) zugehörenden Stampfrohre werden gelegentlich ebenfalls als „Explosivaerophone“ bezeichnet.

## Eigentliche Blasinstrumente
- Luftblattinstrumente (Schneideninstrumente): Bei Flöten wird ein Luftstrom über eine Kante geführt, die den Luftstrom teilt und so modifiziert, dass es zur Schallerzeugung kommt. Bei den Querflöten ist die Kante die eines seitlichen Blaslochs, bei randgeblasenen Flöten, zu denen Panflöten gehören, die Rohrvorderkante. Die Blockflöte verwendet Labialpfeifen mit feststehender Anblaskante im Luftstrom.
- Rohrblattinstrumente mit Einfachrohrblatt (aufschlagender Zunge), z. B. Saxophon und Klarinette
- Rohrblattinstrumente mit Doppelrohrblatt (Gegenschlagzunge), z. B. Oboe und Fagott
- Trompeteninstrumente (Lippenton-Aerophone) oder Blechblasinstrumente. Bei ihnen bringt der Luftstrom die menschlichen Lippen zum Schwingen und wird von ihnen regelmäßig unterbrochen. Beispiele sind der Zink und die Trompete.
- Bei den Membranopipes unterbricht eine Membran den Luftstrom. Die Membran lässt bei erhöhtem Luftdruck periodisch Luft durch eine Öffnung entweichen, die sie im Ruhezustand geschlossen hält.

Nach ihrer Form gehören Sucked trumpets zu den Trompeteninstrumenten, der Ton entsteht jedoch mit den Lippen durch Ansaugen von Luft. Membranopipes und Sucket trumpets sind in der ursprünglichen Hornbostel-Sachs-Systematik nicht enthalten. 